# Дойчев, Вадим Пантелеймонович
Вадим Пантелеймонович Дойчев (1923-1945) — Гвардии старший лейтенант Рабоче-крестьянской Красной Армии, участник Великой Отечественной войны, Герой Советского Союза (1945).

## Биография
Вадим Дойчев родился 31 августа 1923 года в Николаеве (ныне — Украина) в рабочей семье. Окончил десять классов школы в Славянске и аэроклуб. В 1940 году Дойчев был призван на службу в Рабоче-крестьянскую Красную Армию. В 1943 году он окончил Ворошиловградскую военную авиационную школу пилотов. С марта того же года — на фронтах Великой Отечественной войны.
К январю 1945 года гвардии старший лейтенант Вадим Дойчев командовал звеном 75-го гвардейского штурмового авиаполка (1-й гвардейской штурмовой авиадивизии, 1-й воздушной армии, 3-го Белорусского фронта). К тому времени он совершил 118 боевых вылетов на штурмовку вражеских объектов, боевой техники и живой силы. 21 марта 1945 года Дойчев погиб в бою.

## Награды
Указом Президиума Верховного Совета СССР от 19 апреля 1945 года гвардии старший лейтенант Вадим Дойчев посмертно был удостоен высокого звания Героя Советского Союза. Также был награждён орденом Ленина, двумя орденами Красного Знамени, орденом Александра Невского, Отечественной войны 1-й степеней, Славы 3-й степени.

## Память
В честь Дойчева названа улица в городе Рубежное.